# Utricularia asplundii
Utricularia asplundii ist eine fleischfressende Pflanze aus der Gattung der Wasserschläuche (Utricularia). Sie ist in Kolumbien und Ecuador beheimatet.

## Merkmale
Utricularia asplundii ist eine mehrjährige und epiphytische, seltener terrestrisch lebende Pflanze von kriechendem Wuchs. Sie bildet filigrane, verzweigte Stolone von bis 10 cm Länge und 0,5–1,0 mm Dicke aus. An diesen erscheinen büschelweise elliptische Speicherknollen von 6–12 mm Länge. Die gestielten Laubblätter erscheinen einzeln oder zu zweit aus jeder Stielbasis. Die vielnervige, etwa 0,25 mm dicke Lamina ist elliptisch, ledrig und weist eine spitz zulaufende bis schwach abgerundete Spitze auf. Sie erreicht eine Länge von 4–16 cm und eine Breite von 1–1,2 cm. Die Gesamtlänge des Laubs beträgt mit Stielen etwa 8–16 cm. Die gesamte Pflanze ist mit zylindrischen Drüsen besetzt.
Die Fallen erscheinen in großer Zahl und sitzen vornehmlich an den untergetauchten Stolonzweigen. Sie sind gestielt, kugelig und ihre Größe schwankt zwischen 0,8 und 1,3 mm. Die Öffnung sitzt nahe der Basis und je links und rechts der Klappe befindet sich ein gekrümmtes Anhängsel.
Die Infloreszenz wächst aufrecht oder halbaufrecht, ist von einfachem Bau und unverzweigt oder – in selteneren Fällen – verzweigt. Sie wird 15–36 cm lang, der Stiel ist im Querschnitt rund, 0,5–1,0 mm dick und besonders im oberen Bereich drüsig behaart. Die Brakteen sind an ihrer Basis verwachsen, schmal-eiförmig und etwa 2–6 mm lang. Es erscheinen ein bis vier Blüten in regelmäßigen Abständen von etwa 1–2 cm. Die Kelchblätter sind leicht oval und beide etwa 1,0–1,5 cm lang. Die Blütenkrone ist 1,5–2,0 cm lang und weißlich mit pinkfarbenem Saum. Die obere Blütenlippe ist breit-eiförmig mit abgerundeter Spitze, sie ist nur etwas länger als die Kelchblätter. Die Unterlippe ist breit-keilförmig und weist einen gelblichen Doppelfleck nahe dem Blütenschlund auf, von diesem gehen parallel verlaufende, magentafarbene Streifen aus. Die Spitze der Unterlippe ist tief eingeschnitten und dreilappig, jede Lobe hat eine abgerundete Spitze. Alle Blütenblätter weisen winzige, drüsige Wimpern an ihren Rändern auf. Der Blütensporn ist kegelförmig, spitz zulaufend, von der Mitte an stark nach vorn hin gekrümmt und außen mit drüsigen Wimpern besetzt.
Die Samenkapseln sind eiförmig, ihre Länge beträgt ca. 7 mm; die Kapselwände sind von membranartiger Struktur. Die Samen sind zylindrisch und etwa 0,7 mm groß.

## Verbreitung und Habitat
Utricularia asplundii ist in den tropischen Regenwäldern Kolumbiens und Ecuadors beheimatet. Dort wächst sie in feuchten Moospolstern auf Bäumen in Höhenlagen zwischen 150 und 1500 m, oft vergesellschaftet mit Utricularia jamesoniana.

## Systematik
Utricularia asplundii wird der Sektion Orchidioides zugeordnet.

## Nachweise
1. 1 2 3 4 5 6 7  Peter Taylor: The Genus Utricularia. A Taxonomic Monograph (= Kew Bulletin. Additional Series. 14). Royal Botanic Gardens – Kew, London 1989, ISBN 0-947643-72-9, S. 420–422.